# Château d'Iwamura
Pour les articles homonymes, voir Iwamura.

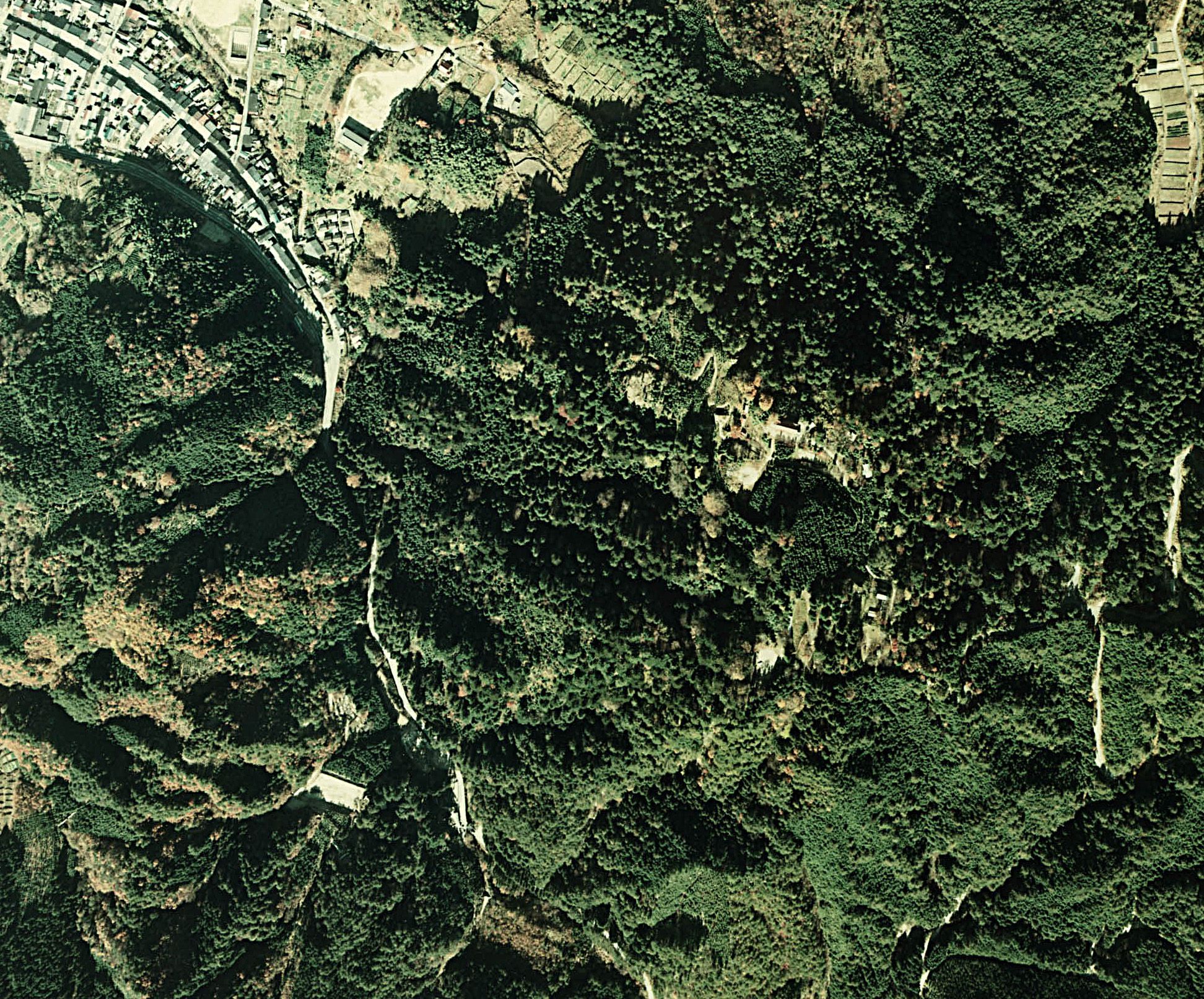
Vue aérienne de la zone autour du château d'Iwamura.

Le château d'Iwamura (岩村城, Iwamura-jō) est situé dans le sud-est de la province historique de Mino au Japon. Ses ruines se trouvent dans l'ancien village d'Iwamura, aujourd'hui intégré à la ville d'Ena dans la préfecture de Gifu. Typique yamajiro ou 山城 (« château de montagne »), il est le plus haut château du Japon à 721 m d'altitude parmi les trois recensés (avec le château de Takatori et celui de Bitchū Matsuyama).

## Histoire
Du XIIIe siècle au XVIe siècle, le château est le fief du clan Tōyama (遠山氏, Tōyama-shi). Il est resté célèbre dans l'histoire comme l'un des rares châteaux à avoir été dirigé au Japon par une femme, dame Otsuya, veuve du dernier châtelain Tōyama Kagetō (1571), plus connue comme la « Dame du château » ou 女城主.  Elle a donné son surnom au saké local.
Après le siège d'Iwamura en 1572, Takeda Shingen s'empare du château et le confie à Nobutomo Akiyama. En 1575, Oda Nobunaga attaque le château et s'en empare puis le place sous l'autorité de Toyotomi Hideyoshi. Hideyoshi à son tour transfère le commandement du château à Tomotada Tamaru. Après la bataille de Sekigahara, il est soumis à la loi du clan Tokugawa  par le daimyo de la province d'Ogyū de 1601 à 1638, par le clan Niwa de 1638 à 1702 et finalement par le clan Ishikawa de 1702 jusqu'à la fin de la période Tokugawa en 1868.